# Gerhard Hanappi
Gerhard Hanappi (16. únor 1929, Vídeň – 23. srpen 1980, Vídeň) byl rakouský fotbalista. Hrával na pozici záložníka.
S rakouskou fotbalovou reprezentací vybojoval bronzovou medaili na mistrovství světa roku 1954. Hrál též na světovém šampionátu roku 1958. Rakousko reprezentoval v 93 zápasech, v nichž vstřelil 12 branek. V historickém žebříčku rakouské reprezentace je v počtu startů na třetím místě.
S Rapidem Vídeň se stal sedmkrát rakouským mistrem (1951, 1952, 1954, 1956, 1957, 1960, 1964) a jednou vyhrál rakouský pohár (1961). Je legendou klubu, ve Vídni se dnes po něm jmenuje stadión.
Roku 1955 byl vyhlášen rakouským sportovcem roku. V anketě Zlatý míč, která hledala nejlepšího fotbalistu Evropy, skončil roku 1961 desátý.